# Chasmia leszeki
Chasmia leszeki är en tvåvingeart som beskrevs av Trojan 1991. Chasmia leszeki ingår i släktet Chasmia och familjen bromsar.
Artens utbredningsområde är Nya Kaledonien. Inga underarter finns listade i Catalogue of Life.